# Plaine de Sidi Bel Abbès
La plaine de Sidi Bel Abbès ou le bassin de Sidi Bel Abbès, ou plaine de la Mekerra est une plaine d'Algérie située au nord-ouest du pays dans la wilaya de Sidi Bel Abbès.

## Toponymie
La plaine porte le nom du saint Sidi Abū l-ʿAbbās, dont la qoubba se trouve sur des coteaux de la rive gauche de la rivière Mekerra.
Elle est également appelée la plaine de la Mekerra.

## Géographie
La plaine de Sidi Bel Abbès est un bassin intérieur de l’Oranie, semblables aux bassins de Tlemcen et de Ghriss, limité au nord par les monts du Tessala.
La plaine est située à 470 mètres d’altitude, elle est séparée de l’influence climatique maritime par des massifs montagneux comme la chaîne du Tessala. Ce cloisonnement influence son climat qui est comparable à celui du Haut Plateau continental semi-aride : très contrasté en température. L’hiver y est souvent rude. Mais cette région, la plus sèche du Tell oranais, dispose d'eau accessible partout à faible profondeur.
Elle est une grande plaine agricole de cultures maraîchères et céréalières.

## Histoire
Au début de la période islamique, la région est dominée par la tribu berbère des Azdadja qui exporte par le port d'Oran surtout du blé. Au XIe siècle, les Banī Rached, Berbères nomades appartenant à la confédération des Maghraouas, venus du Djebel Rached (actuel Djebel Amour), chassent les Madyūna de la plaine vers les monts du Tessala. 
L’exploitation de la plaine est dotée d’une économie agro-pastorale extensive pratiquée par une population nomade vivant sous la tente. Cette économie rurale qui semble correspondre à l’ère de domination des Maghraouas, entraîne le développement des quartiers des silos (al-Maṭmar) dans les cités voisines telles que Mostaganem et Tlemcen.
Le roi zianide Yaghmoracen fait développer l'irrigation dans la vallée de la Mekerra. C’est lui qui aurait fait venir des nomades arabes, les Beni Ameur, à la frontière Sud du royaume afin de fermer l’accès du Tell. Pendant les guerres entre Zianides et Mérinides : la cavalerie du sultan Abu al-Hasan ben Uthman détruise Tessāla en 1331-2, selon Marmol. 
La plaine de la Mekerra couvre presque toute la consommation en blé de Tlemcen au début du XVIe siècle. L’élevage de chevaux et de chameaux y est développé et le port d’Oran en exporte les produits, céréales surtout mais, aussi tissus comme les couvertures appelées par les Portugais hambels (hanbel) et tissées dans tout le royaume. Sous la Régence d'Alger, le développement de la plaine, au milieu de l’affrontement des puissances ottomane et espagnole, a permis aux populations de préserver leur indépendance, en dépit des apparences.
Avant la colonisation française, elle était une terre agropastorale de la tribu des Beni Ameur. Lors de la conquête française, ils se joignent aux Hachem et aux Gharāba pour proclamer sultan Abdelkader ibn Muhieddine. La riche vallée de l’oued Ṣarno a la réputation d’être alors le grenier d'Abdelkader et le versant Sud du Tessāla est appelé al-blād al-dḳīḳ («Le Pays de la Semoule») et produit environ le dixième du blé algériens. 
Puis la plaine est prise solidement par la colonisation : 19 villages, 30 000 ha de vignoble ainsi que la création de la ville de Sidi Bel Abbès. Le développement rapide de cette ville, située au centre de la plaine, n’a pas permis l’émergence des petites villes. Sidi Bel Abbès domine un réseau de villages et comporte une vaste zone industrielle. Après l'indépendance, la régression économique immédiate de la plaine est due surtout à la distribution inégale des richesses pendant la période coloniale, à cause de la détention de la quasi-totalité des ressources par une minorité européenne.